# Adventure Soft
Adventure Soft ist ein ehemaliges Entwicklerstudio aus Großbritannien mit Firmensitz in Sutton Coldfield, das heute noch als Vertriebsfirma tätig ist.

## Geschichte
Das Unternehmen wurde 1983 von Mike Woodroffe unter dem Namen Adventure International UK gegründet, um im Vereinigten Königreich als Publisher für die Spiele von Scott Adams und dessen US-amerikanischer Firma Adventure International zu fungieren. Zu dieser Zeit arbeitete auch Alan Cox dort. Das Importgeschäft war nicht sehr profitabel, da im Vereinigten Königreich mit Homecomputern wie dem ZX Spectrum, dem Dragon 32 oder dem BBC Micro andere, kleinere Rechner gängig waren als in den USA, wo Adams seine Spiele primär für Atari-8bit-Rechner, Apple II und Commodore PET entwickelte. Über seinen Bruder Gerald, der Keyboarder bei Black Sabbath war, machte Woodroffe die Bekanntschaft von Brian Howarth, einem Programmierer, der fortan sowohl für die Portierung von Adventure-International-Spielen als auch für Eigenentwicklungen von Adventure Soft auf der Basis der von Scott Adams entwickelten Engine verantwortlich war. Das erste von Howarth programmierte Adventure, The Golden Baton, war finanziell so erfolgreich, dass daraus zwischen 1981 und 1983 eine elfteilige Serie von Computerspielen erwuchs, die Mysterious Adventures:
| Jahr | Titel                  | Genre                  |
| ---- | ---------------------- | ---------------------- |
| 1981 | The Golden Baton       | Fantasy                |
| 1981 | Arrow of Death Part I  | Fantasy                |
| 1981 | The Time Machine       | Zeitreisen             |
| 1982 | Circus                 | Slice of Life          |
| 1982 | Escape from Pulsar 7   | Science-Fiction        |
| 1982 | Arrow of Death Part II | Fantasy                |
| 1982 | Feasibility Experiment | Science-Fiction        |
| 1983 | Waxworks               | Mystery                |
| 1983 | Ten Little Indians     | Mystery                |
| 1983 | Perseus & Andromeda    | Griechische Mythologie |
| 1983 | The Wizard of Akyrz    | Fantasy                |

Ab 1984 erwarb Adventure International Film- und Comiclizenzen, die zu finanziell erfolgreichen Textadventures verarbeitet wurden, so Lizenzen von Marvel Comics und 20th Century Fox. Die Nachfrage nach diesen Spielen war größer als die Kapazitäten der US-Firma, so dass Woodroffes britischer Ableger das Geschäftsmodell kopierte und von Warner Bros. Entertainment Lizenzen für Gremlins – Kleine Monster und Robin Hood, König der Vagabunden erwarb. Insbesondere Gremlins war ein großer kommerzieller Erfolg. Die US-Firma Adventure International ging 1986 in Konkurs, da sie den Trend zu leistungsfähigeren Heimcomputern verpasst hatte. Die Lizenz für den Namen von Woodroffes Firma fiel damit weg, so dass er sie in Adventure Soft umbenannte. Wenig später schloss Adventure Soft einen Vertrag mit den Spielbuch-Autoren Steve Jackson und Ian Livingstone über die Umsetzung mehrerer Games-Workshop-Titel als Computer-Adventures. Ende der 1980er-Jahre übernahm Adventure Soft auch Portierungen erfolgreicher Computerspiele anderer Hersteller, so entwickelte die Firma beispielsweise für U.S. Gold die ZX-Spectrum-Version von Heroes of the Lance. U.S. Gold veröffentlichte auch Eigenentwicklungen von Adventure Soft, ebenso wie der ebenfalls britische Publisher Tynesoft.
Ende der 1980er-Jahre waren Textadventures in ihrer Popularität soweit gesunken, dass sie sich für Adventure Soft nicht mehr rechneten. Unter dem Label Horror Soft produzierte das Unternehmen ab 1989 mehrere Spiele, die sich durch die Handlung und die optische Umsetzung deutlich von den nachfolgenden Spielen unterschieden. Hierbei wurde großer Wert auf eine an Horrorfilme erinnernde Atmosphäre gelegt, die mit entsprechend blutigen Bildern und passender Musik erzeugt wurde. Zu diesen Spielen zählten Elvira: Mistress of the Dark, Elvira II: The Jaws of the Cerberus und Waxworks, die allesamt keine Adventures, sondern Rollenspiele waren. Adventure Soft fungierte dabei als Vertriebslabel. Mehrere Familienmitglieder von Mike Woodroffe waren an den Spielen dieser Phase beteiligt, so steuerte sein Bruder Jezz die Musik der Spiele bei, während sein Sohn Simon das Skript zu Waxworks schrieb und an den Skripten der beiden Elvira-Titel mitwirkte. Die Elvira-Spiele waren finanziell erfolgreich, und Mike Woodroffe wollte einen dritten Teil produzieren, konnte seine Autoren aber nicht dazu motivieren, so dass der Plan nicht weiter verfolgt wurde.
Die Adventurespiel-Serie Simon the Sorcerer war Adventure Softs größter Erfolg und verschaffte ihnen besonders in Deutschland viele Fans. Auch der Nachfolger Simon the Sorcerer II verkaufte sich gut. Da Ende der 1990er-Jahre die Umsatzzahlen von PC-Spielen zu Gunsten von Spielen für Konsolen sanken, geriet Adventure Soft mit seinem Fokus auf für PCs gedachte Adventures in Schwierigkeiten. 1998 strukturierten die Woodruffes das Unternehmen um und gründeten mit Headfirst Productions ein neues Studio. Dieses nahm die Arbeit an Simon the Sorcerer 3D auf, das ursprünglich als 2D-Spiel konzipiert war, aus finanziellen Überlegungen heraus aber eingestampft und als 3D-Spiel (auch inhaltlich) neu konzipiert wurde. Die Entwicklung des Spiels dauerte fünf Jahre. Das Ergebnis wurde von Kritikern zerrissen und war ein finanzieller Reinfall. Das Studio verabschiedete sich von Adventures und produzierte 2005 das Survival-Horror-Spiel Call of Cthulhu: Dark Corners of the Earth, das von Bethesda Softworks veröffentlicht wurde, aber finanziell nicht genug einbrachte, um das Studio zu retten: Headfirst Productions ging 2006 in Insolvenz. Durch die vorherige Trennung von Studio (Headfirst Productions) und Publisher (Adventure Soft) behielt Adventure Soft die Markenrechte an den Simon-Titeln und konnte diese (sowie Floyd) weiter vermarkten. Ab 2008 erschienen die Spiele des Herstellers nach und nach als auf modernen PCs lauffähige Versionen auf der digitalen Vertriebsplattform GOG.

## Produkte

### Horror Soft
- Personal Nightmare (1989)
- Elvira: Mistress of the Dark (1990)
- Elvira II: The Jaws of the Cerberus (1991)
- Waxworks (1992)

### Adventure Soft
- Rebel Planet (1985)
- Temple of Terror (1987)
- Simon the Sorcerer (1993)
- Simon the Sorcerer II (1995)
- Floyd: Es gibt noch Helden, 1997, engl. Originaltitel: The Feeble Files
- Simon the Sorcerer’s Pinball (1998)
- Simon the Sorcerer’s Puzzle Pack (1998)

### Headfirst Productions
- Call of Cthulhu: Destiny’s End (Entwicklung durch Insolvenz eingestellt)
- Call of Cthulhu: Dark Corners of the Earth (2005) – in Zusammenarbeit mit Bethesda Softworks
- Simon the Sorcerer 3D (2002)